# Halcyon hymns

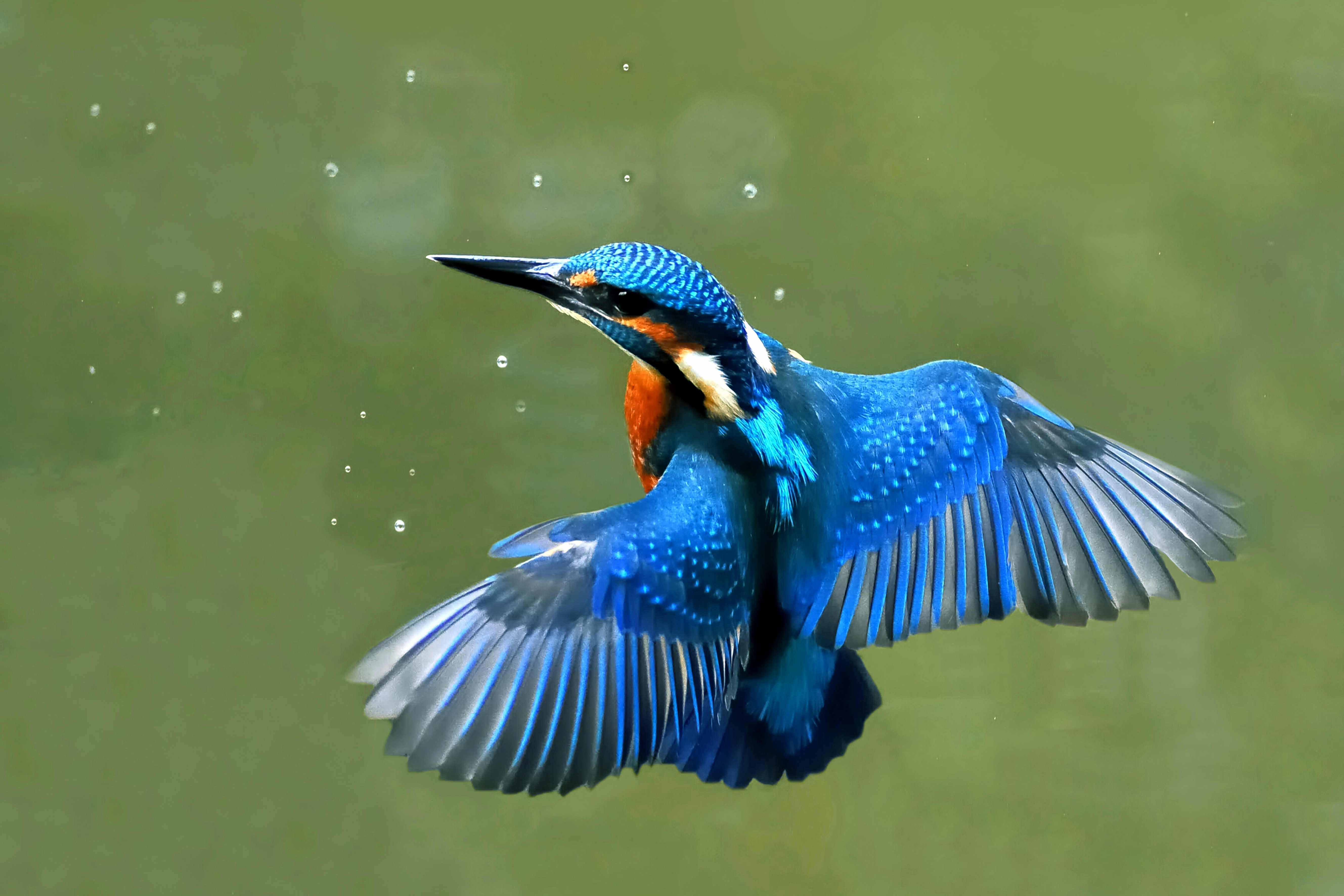
IJsvogel (Halcyon of Kingfisher) (2011)

Halcyon hymns (DBA IV) is het vierde studioalbum van Downes Braide Association. Het album is opgenomen in de periode maart tot en met augustus 2020 in de Magical Thinking Studio in Los Angeles. Het album is opgedragen aan Suzanne Ziegler (1970-2018). Het thema van het album is nostalgie (halcyon betekent rustig) en persoonlijk verlies. Het vertoont daarin overeenkomst met de muziek van Big Big Train, waarvan de zanger David Longdon ook op dit album te horen is.
Er waren op de grens van 2019 en 2020 geen plannen voor de opnamen van een album. DBA hield een kleine tournee aansluitend op het concert dat is vastgelegd op Live in England. Ineens werd alles afgelast door de coronapandemie en Braide trok zich terug in Los Angeles met niets anders voorhanden dan wat ideeën van Downes voor een nieuw album. Het werd uitgewerkt in de stille periode en bleek bij afmixen meer gitaargericht dan de vorige albums.
Het hoesontwerp is afkomstig van Roger Dean. Hij kreeg alleen het woord “halcyon’ en nam daarvan de andere betekenis: ijsvogel. Hij plaatste die ijsvogel is een landschap dat in 2021 niet meer lijkt te bestaan.  

## Musici
- Chris Braide – zang, piano, toetsinstrumenten, gitaar, programmeerwerk
- Geoff Downes – toetsinstrumenten, programmeerwerk
- Dave Brainbridge – gitaar, bouzouki, mandoline, toetsinstrumenten
- Andy Hodge – basgitaar
- Ash Soan – drumstel
- Barney Ashton-Bullock – spreekstem
- Marc Almond – zang (Warm summer sun)
- Tim Weller – drumstel (She’ll be riding horses), percussie (Holding the heavens)
- Joe Catcheside – spreekstem (Today), achtergrondzang (Love among the ruins)
- David Longdon – zang (King of the sunset)
- Elijah en Sascha Braide – achtergrondzang (Love among the ruins en Holding the heavens)

## Muziek
| Nr. | Titel                                         | Duur  |
| --- | --------------------------------------------- | ----- |
| 1.  | Love among the ruins (Downes, Braide)         | 6:24  |
| 2.  | King of the sunset (Downes, Braide)           | 6:37  |
| 3.  | Your heart will find the way (Downes, Braide) | 5:19  |
| 4.  | Holding the heavens (Downes, Braide)          | 7:53  |
| 5.  | Beachcombers (Downes, Braide)                 | 3:30  |
| 6.  | Warm summer sun (Downes, Braide, almond)      | 4:33  |
| 7.  | Today (Downes, Braide)                        | 6:58  |
| 8.  | Hymn to darkness (Downes, Braide)             | 2:58  |
| 9.  | She’ll be riding horses (Downes, Braide)      | 4:35  |
| 10. | Late summer (Downes, Braide)                  | 2:24  |
| 11. | Remembrance (Downes, Braide)                  | 11:43 |
| 12. | Epilogue (Downes, Braide)                     | 0:37  |